# Manon Melis
Pour les articles homonymes, voir Melis.
Manon Melis, née le 31 août 1986 à Rotterdam, est une footballeuse néerlandaise évoluant au poste de milieu de terrain. 
Internationale néerlandaise, elle évolue dans le club suédois du FC Rosengård.

## Carrière
Après une saison 2006-2007 passée au Be Quick '28, Manon Melis s'engage en 2007 avec le club suédois du LdB Malmö. Elle y est meilleure buteuse de la Damallsvenskan à trois reprises (2008, 2010 et 2011) et remporte le Championnat en 2010 et 2011. En 2012, elle part aux États-Unis au Sky Blue FC mais le championnat est arrêté ce qui l'amène à retourner en Suède au Linköpings FC. En 2013, elle revient à Malmö.

## Palmarès
- Championne de Suède en 2010 et 2011 avec le LdB Malmö.
- Meilleure buteuse du Championnat de Suède en 2008, 2010 et 2011.
- Vainqueur de la Supercoupe de Suède en 2011 avec le LdB Malmö.